# 寬身金線魮
寬身金線魮，又稱寬身金線䰾（学名：Sinocyclocheilus broadihornes）为輻鰭魚綱鯉形目鲤科金線魮屬的其中一種。分布於亞洲中國雲南省石林縣地下洞穴流域，棲息在洞穴底中層水域，生活習性不明。

## 扩展阅读
維基物種上的相關：寬身金線魮